# Episodi di Arrow (prima stagione)
La prima stagione della serie televisiva Arrow è stata trasmessa sul canale statunitense The CW dal 10 ottobre 2012 al 15 maggio 2013.
In Italia è stata trasmessa in anteprima assoluta su Italia 1 dall'11 marzo al 27 maggio 2013.
Nel finale di stagione Colin Donnell esce dal cast della serie.
L'antagonista principale è Malcolm Merlyn / Arciere Oscuro
| nº | Titolo originale             | Titolo italiano              | Prima TV USA     | Prima TV Italia |
| -- | ---------------------------- | ---------------------------- | ---------------- | --------------- |
| 1  | Pilot                        | Il ritorno                   | 10 ottobre 2012  | 11 marzo 2013   |
| 2  | Honor Thy Father             | Onora il padre               | 17 ottobre 2012  | 11 marzo 2013   |
| 3  | Lone Gunmen                  | Il killer solitario          | 24 ottobre 2012  | 18 marzo 2013   |
| 4  | An Innocent Man              | Un uomo innocente            | 31 ottobre 2012  | 18 marzo 2013   |
| 5  | Damaged                      | Un uomo a pezzi              | 7 novembre 2012  | 25 marzo 2013   |
| 6  | Legacies                     | Eredità                      | 14 novembre 2012 | 25 marzo 2013   |
| 7  | Muse of Fire                 | Musa di fuoco                | 28 novembre 2012 | 1º aprile 2013  |
| 8  | Vendetta                     | Vendetta                     | 5 dicembre 2012  | 1º aprile 2013  |
| 9  | Year's End                   | Cena di Natale               | 12 dicembre 2012 | 8 aprile 2013   |
| 10 | Burned                       | Bruciato                     | 16 gennaio 2013  | 8 aprile 2013   |
| 11 | Trust But Verify             | La prova                     | 23 gennaio 2013  | 15 aprile 2013  |
| 12 | Vertigo                      | Vertigine                    | 30 gennaio 2013  | 15 aprile 2013  |
| 13 | Betrayal                     | Tradimento                   | 6 febbraio 2013  | 22 aprile 2013  |
| 14 | The Odyssey                  | Odissea                      | 13 febbraio 2013 | 22 aprile 2013  |
| 15 | Dodger                       | Ladro di gioielli            | 20 febbraio 2013 | 29 aprile 2013  |
| 16 | Dead to Rights               | Il filantropo dell'anno      | 27 febbraio 2013 | 29 aprile 2013  |
| 17 | The Huntress Returns         | Il ritorno della cacciatrice | 20 marzo 2013    | 6 maggio 2013   |
| 18 | Salvation                    | L'ultima vittima             | 27 marzo 2013    | 6 maggio 2013   |
| 19 | Unfinished Business          | Conti in sospeso             | 3 aprile 2013    | 13 maggio 2013  |
| 20 | Home Invasion                | Intrusione                   | 24 aprile 2013   | 13 maggio 2013  |
| 21 | The Undertaking              | Doppio gioco                 | 1º maggio 2013   | 20 maggio 2013  |
| 22 | Darkness On The Edge Of Town | Il buio sulla città          | 8 maggio 2013    | 20 maggio 2013  |
| 23 | Sacrifice                    | Sacrificio                   | 15 maggio 2013   | 27 maggio 2013  |

## Il ritorno
- Titolo originale: Pilot
- Diretto da: David Nutter
- Scritto da: Greg Berlanti e Marc Guggenheim (soggetto); Andrew Kreisberg e Marc Guggenheim (sceneggiatura)

### Trama
Oliver Queen è un playboy miliardario che tutti credono morto in un naufragio. In realtà è riuscito a salvarsi, approdando sull'isola di Lian Yu (che in cinese mandarino significa "Purgatorio"), nel nord del Mare della Cina. Dopo 5 anni, incendiando una grande catasta di legna, Oliver riesce a farsi notare da una barca di pescatori e viene recuperato e riportato a casa. La serie racconta poco alla volta, anche con alcuni flashback, la sua permanenza sull'isola, il retroscena di quel naufragio in cui persero la vita, tra gli altri, il padre di Oliver, capo dell'azienda multimiliardaria Queen Consolidated, e Sara, la sorella della fidanzata di Oliver. Ma Oliver è un uomo profondamente cambiato, che ha passato 5 anni su un'isola e ha dovuto imparare a sopravvivere, anche grazie agli insegnamenti di un misterioso uomo mascherato. Ha imparato a vincere la fame, i suoi fantasmi ed i sensi di colpa, ma soprattutto ha imparato a combattere, a lottare e ad usare arco e frecce. Il corpo di Oliver è inspiegabilmente provato dalla sua permanenza sull'isola, che lui dice essere stata deserta: il 25% del corpo coperto da cicatrici, ustioni su schiena e braccia e 12 fratture che non sono ben rinsaldate. Nel seppellire il corpo del padre, Oliver ha trovato un taccuino che, scaldato casualmente, risulta essere una lista di nomi. Oliver capisce che si tratta di una lista di uomini che, insieme al padre, hanno compiuto e compiono tuttora atti criminosi a Starling City. Appena dopo il rientro di Oliver, lui e Tommy vengono rapiti da quattro uomini mascherati, che vogliono sapere da Oliver se il padre si è salvato dal naufragio o se gli ha rivelato qualcosa prima di morire. Ma Oliver riesce a liberarsi e a sopraffare gli aggressori. La madre Moira, che in realtà ha commissionato il rapimento per sapere di quali informazioni è in possesso Oliver, ingaggia John Diggle, un ex militare, come guardia del corpo. Ma d'ora in avanti Oliver sarà "il giustiziere" che punirà i criminali di Starling City, dopo aver dato loro un'occasione per redimersi. Installa il suo quartier-generale nel sottosuolo di un magazzino abbandonato, di proprietà della ditta di famiglia e inizia la sua opera di giustiziere, sottraendo ad un uomo, presente sulla lista, 40 milioni di dollari, che questo ha rubato, per poi dividerli fra le persone che furono da lui truffate, molte delle quali patrocinate legalmente da Laurel. Oliver scopre anche che, dopo la sua presunta morte, Laurel e Tommy, il suo miglior amico, sono stati insieme. Diviso tra l'amore per l'avvocato pro-bono Laurel, l'affetto della sorella Thea e del miglior amico Tommy, dovrà portare a termine la sua missione sebbene il capo della polizia (nonché padre di Laurel) voglia assolutamente arrestarlo. Durante i flashback sulla permanenza di Oliver sull'isola si scopre che il padre di Oliver, una volta sulla scialuppa di salvataggio, ha ucciso un naufrago e poi si è tolto la vita, per poter dare ad Oliver qualche possibilità in più di sopravvivere.
- Guest star: Colin Salmon (Walter Steele), Jamey Sheridan (Robert Queen), Jacqueline MacInnes Wood (Sarah Lance), Annie Ilonzeh (Joanna De La Vega), Kathleen Gati (Raisa), Roger Cross (Detective Lucas Hilton), Brian Markinson (Adam Hunt), Ben Cotton (Dave Hackett).
- Ascolti USA: 4 140 000 telespettatori – share 18-49 anni 4%[1]
- Ascolti Italia: 3 251 000 telespettatori – share 10,69%[2]

## Onora il padre
- Titolo originale: Honor Thy Father
- Diretto da: David Barrett
- Scritto da: Greg Berlanti e Marc Guggenheim (soggetto); Andrew Kreisberg e Marc Guggenheim (sceneggiatura)

### Trama
Mentre Oliver si trova in tribunale per la revoca del certificato di morte, emesso dopo il naufragio, scopre che Laurel porta avanti una causa contro il milionario Martin Somers, anche lui sulla lista. Somers, dopo aver preso parte ai traffici di droga della Triade cinese, è stato il responsabile della morte del padre di una giovane donna, la cliente di Laurel. Ma il milionario chiede alla Triade, la mafia cinese, di risolvere il problema riguardo all'avvocato Laurel Lance. Alla fine si giunge alla soluzione di uccidere la stessa Laurel. Oliver e Diggle, la guardia del corpo, si trovano casualmente a casa di Laurel e riescono a sventare l'omicidio. Oliver si rende conto che bisogna risolvere subito il problema, quindi irrompe al porto dove Somers stava tentando di scappare e, dopo aver combattuto con un membro della Triade (che aveva in precedenza cercato di uccidere Laurel), riesce ad ottenere una registrazione sulla confessione del criminale che dà al Detective Lance. Ma aiutando la sua guardia del corpo durante l'aggressione a Laurel, Oliver ha rivelato una grande manualità con i coltelli, particolare che fa insospettire Diggle. Durante i flashback sulla permanenza di Oliver sull'isola si scopre che Oliver è stato colpito alla spalla da un misterioso uomo; il colpo lo farà svenire.
- Guest star: Kelly Hu (China White), Colin Salmon (Walter Steele), Ty Olsson (Martin Somers), Annie Ilonzeh (Joanna De La Vega), Emma Bell (Emily Nocenti).
- Ascolti USA: 3 550 000 telespettatori – share 18-49 anni 4%[3]
- Ascolti Italia: 3 360 000 telespettatori – share 12,39%[2]

## Il killer solitario
- Titolo originale: Lone Gunmen
- Diretto da: Guy Bee
- Scritto da: Greg Berlanti e Marc Guggenheim (soggetto); Andrew Kreisberg e Marc Guggenheim (sceneggiatura)

### Trama
Mentre Oliver sta cercando di convincere un altro dei nomi della lista a riparare ai propri errori, un misterioso uomo interrompe la discussione tra i due uccidendo l'obiettivo e ferendo Oliver. Tornato al suo nascondiglio, Oliver capisce di essere stato avvelenato dal proiettile che lo aveva colpito (era infatti un proiettile impregnato di curaro). Grazie all'utilizzo di misteriose erbe raccolte sull'isola riesce però a fermare il veleno in tempo e a ricucirsi la ferita. Seguendo come traccia il Modus Operandi del killer e una pallottola che l'assassino aveva sparato, riesce a scoprire il nome della persona: il killer spietato non è altri che Deadshot. Oliver viene accettato inspiegabilmente come membro dalla Mafia Russa di Starling City, riuscendo così a scoprire dove alloggia temporaneamente Deadshot; si reca quindi nel luogo, ma l'assassino riesce a scappare. Oliver riesce a prendergli il computer e, raccontando una bugia a Felicity Smoak, un'esperta del Reparto Informatico della società di famiglia, riesce a farne estrarre dei dati e a capire l'identità del prossimo obbiettivo: il suo patrigno Walter. Deadshot fallisce nell'intento, grazie all'intervento del detective Lance e dell'Incappucciato, che riesce a colpire l'occhio destro del killer. Diggle però, che aveva seguito Oliver e che si adopera attivamente durante la sparatoria per l'incolumità della famiglia di Oliver, è rimasto ferito con un proiettile avvelenato. Sapendo che il veleno lo porterebbe alla morte in pochi minuti, ad Oliver non rimane che portare Diggle nel suo rifugio per curarlo. Quando Diggle si sveglia Oliver gli rivela la sua vera identità. Nei flashback sull'isola si scopre chi fosse l'uomo che aveva colpito Oliver alla spalla, ovvero un uomo chiamato Yao Fei, che gli insegnerà a sopravvivere sull'isola, dove sono presenti degli uomini in tenuta militare, con il volto coperto da passamontagna.
- Guest star: Colin Salmon (Walter Steele), Michael Rowe (Floyd Lawton/Deadshot), Byron Mann (Yao Fei), Roger Cross (Detective Lucas Hilton), Annie Ilonzeh (Joanna De La Vega), Eugene Lipinski (Alexi Leonov), Tobias Slezak (James Holder), Christie Laing (Carly Diggle), Emily Bett Rickards (Felicity Smoak).
- Ascolti USA: 3 510 000 telespettatori – share 18-49 anni 3%[4]
- Ascolti Italia: 3 334 000 telespettatori – share 10,73%[5]

## Un uomo innocente
- Titolo originale: An Innocent Man
- Diretto da: Vince Misiano
- Scritto da: Moira Kirland e Lana Cho

### Trama
Oliver chiede a Diggle di unirsi a lui nella lotta contro il crimine, ma Diggle non sembra intenzionato ad aiutarlo. Infatti, Oliver trova una nuova guardia del corpo, di cui non avrà difficoltà a prendersi gioco. Ma intanto un nuovo omicidio incombe su Starling City. Per eliminare l'uomo, qualcuno ha costruito prove false che hanno portato alla sua condanna a morte, per aver ucciso la moglie nella stanza della loro figlia. Oliver, sotto l'identità dell'Incappucciato, contatta Laurel perché assuma la difesa dell'uomo nelle sue ultime 48 ore. Insieme cercheranno di risolvere il caso, riuscendoci e aiutando l'innocente. Oliver dovrà però entrare nel carcere dove, con la copertura di una rivolta, tentano di uccidere Laurel e il suo assistito, Oliver in preda alla rabbia aggredisce un detenuto che stava per uccidere Laurel picchiandolo a sangue, così facendo Laurel pensa che suo padre abbia ragione e che l'incappucciato sia solo un killer a sangue freddo che non prova alcuna pietà. Il detective Lance, in un video dell'aggressione di Deadshot vede Oliver che prende un cappuccio e quindi decide di farlo arrestare come l'Incappucciato.
Nel frattempo, prima di essere arrestato, Oliver ottiene da Diggle l'aiuto che voleva nella lotta contro il crimine: la voglia di fare qualcosa di buono e la prospettiva di trovare l'assassino del fratello giocano un ruolo importante nel fargli prendere questa decisione. Walter viene informato di un ammanco di 2,6 milioni di dollari dai capitali delle Queen Consolidated e svolge delle indagini. A quel punto sua moglie gli dice di aver usato quei capitali per aiutare la società di un amico, ma Walter incarica Felicity Smoak, del Reparto Informatico della Queen di trovare delle informazioni sulla transazione. Viene fuori che i soldi sono stati usati per creare una società che ha un magazzino in città, all'interno del quale Walter trova i resti della Queen's Gambit, la barca del naufragio. Nei flashback sull'isola si scopre che Yao Fei, l'uomo che aveva colpito Oliver, cerca di convincere Oliver ad uccidere un animale per cibarsene.
- Guest star: Colin Salmon (Walter Steele), Byron Mann (Yao Fei), Roger Cross (Detective Lucas Hilton), Emily Bett Rickards (Felicity Smoak), Christie Laing (Carly Diggle), Annie Ilonzeh (Joanna De La Vega), T.J. Ramini (Jason Brodeur), Lane Edwards (Peter Declan), Kirby Morrow (Matt Istook), William C. Vaughan (Rob Scott), John Barrowman (Malcolm Merlyn).
- Ascolti USA: 3 050 000 telespettatori – share 18-49 anni 3%[6]
- Ascolti Italia: 3 491 000 telespettatori – share 12,59%[5]

## Un uomo a pezzi
- Titolo originale: Damaged
- Diretto da: Michael Schultz
- Scritto da: Wendy Mericle e Ben Sokolowski

### Trama
Oliver viene accusato di essere il Vigilante e insiste con la madre perché chieda a Laurel di difenderlo. Laurel accetta e ottiene che Oliver rimanga agli arresti domiciliari. Oliver rinuncia all'offerta di infermità mentale e decide di sottoporsi ad un interrogatorio con la macchina della verità, durante il quale dichiara di non essere il Vigilante, ma rivela anche di non essere stato solo sull'isola, di essere stato torturato e di ritenersi responsabile per la morte di Sarah, la sorella di Laurel. Diggle fingendosi l'incappucciato, sventa una vendita all'ingrosso di armi, creando nel frattempo una serie di testimoni che possano scagionare Oliver dalle accuse, dato che lui nello stesso tempo ha dato una festa a tema alla villa Queen dove è presente anche il Detective Lance. Oliver viene scagionato e può continuare la sua missione. Walter incarica il capo della sicurezza della Queen di spostare i resti dell'imbarcazione, ma l'uomo rimane misteriosamente ucciso in un incidente. Intanto, il padre di Tommy, sospettando che Oliver sia l'Incappucciato, cerca di farlo uccidere durante la festa, ma l'omicidio viene sventato dall'intervento del detective Lance. Moira, la madre di Oliver, risulta essere ben più che una semplice spettatrice nel malaffare che sconvolge la città. Laurel, visti i risultati della macchina della verità, si accorge da un piccolo particolare che Oliver è stato capace di mentire durante l'interrogatorio. Walter stanco delle bugie di Moira, decide di partire per un lungo viaggio d'affari, nel frattempo Oliver fa fuori Leo Mueller apparendo più spietato di prima. Nei flashback sull'isola: Yao Fei vuole insegnare ad Oliver a tirare con l'arco, ma degli uomini catturano Oliver, portandolo ad un campo, comandato da Edward Fyers. Oliver gli spiega la sua situazione e che la sua famiglia può pagare bene se verrà riportato a casa, ma Fyers sembra essere solo interessato a trovare Yao Fei. Oliver decide di non rivelarne la posizione e viene brutalmente torturato da Billy Wintergreen, prima che Yao Fei, con un'incursione al campo, riesca a liberarlo.
- Guest star: Colin Salmon (Walter Steele), Byron Mann (Yao Fei), Sebastian Dunn (Edward Fyers), Eric Breker (Leo Mueller), Chelah Horsdal (Kate Spencer), John Barrowman (Malcolm Merlyn).
- Ascolti USA: 3 750 000 telespettatori – share 18-49 anni 4%[7]
- Ascolti Italia: 3 268 000 telespettatori – share 10,68%[8]

## Eredità
- Titolo originale: Legacies
- Diretto da: John Behring
- Scritto da: Moira Kirland e Marc Guggenheim

### Trama
Nella città di Starling City stanno avvenendo molte rapine, nell'ultima delle quali sparano a sangue freddo ad un poliziotto. Ma Oliver non è interessato ad intervenire. Diggle cerca di far capire ad Oliver che se ha intenzione di fare giustizia nella città, deve vedersela anche con chi non fa parte della "Lista", dopodiché, con un sotterfugio, fa curare il poliziotto ferito nella rapina a spese di Oliver. Alla fine Oliver segue il consiglio del suo amico e arriva ad affrontare i rapinatori, una famiglia composta da padre, madre e due figli, che dopo che il padre è rimasto disoccupato, per colpa del padre di Oliver, sono passati alle rapine. Alla fine Oliver si scontra con i rapinatori e una guardia uccide il capo dei rapinatori. Lo studio legale "pro bono" di Laurel sta per rimanere senza sovvenzioni, e Tommy, per fare colpo su Laurel, decide di organizzare una festa per la raccolta fondi, durante la quale Thea, la sorella di Oliver, si ubriaca. Nei flashback sull'isola: Oliver ha delle visioni del padre, che lo incita a non mollare, a sopravvivere ad ogni costo, per sanare i torti fatti ad un'intera città. Oliver si accorge che scaldando le pagine del quaderno bianco che ha trovato sul corpo del padre, compaiono i nomi che comporranno la "Lista".
- Guest star: Jamey Sheridan (Robert Queen), Roger Cross (Detective Lucas Hilton), Annie Ilonzeh (Joanna De La Vega), Currie Graham (Derek Reston), Kyle Schmid (Kyle Reston), Warren Christie (Carter Bowen), Sarah-Jane Redmond (Mrs. Reston), Emily Bett Rickards (Felicity Smoak), Tom Stevens (Teddy Reston).
- Ascolti USA: 3 830 000 telespettatori – share 18-49 anni 4%[9]
- Ascolti Italia: 3 375 000 telespettatori – share 12,32%[8]

## Musa di fuoco
- Titolo originale: Muse of Fire
- Diretto da: David Grossman
- Scritto da: Andrew Kreisberg (soggetto); Geoff Johns e Marc Guggenheim (sceneggiatura)

### Trama
Mentre Oliver va ad un incontro con la madre, l'uomo che sta parlando con lei in strada, Paul Copani, viene ucciso da un giustiziere in motocicletta. Oliver cerca di prenderlo, ma non ci riesce. Si capisce subito che l'obiettivo non era la madre di Oliver, ma l'uomo, che risulta essere un affiliato della mafia italiana, che fa capo a Frank Bertinelli. Oliver scopre che ci sono stati altri uomini della famiglia Bertinelli ad essere stati uccisi, e decide di avvicinare Bertinelli per capire chi ha rischiato di uccidere sua madre. Fingendosi incline a dare un appalto di costruzione a Bertinelli, Oliver va a trovarlo a casa e incontra anche Helena, l'affascinante figlia del boss, che si presenta declamando alcune rime in italiano. Ma Bertinelli deve uscire per un appuntamento improvviso, dove incontra il boss della mafia cinese, scortato da China White, per avvertirlo che non intende tollerare altre aggressioni verso i suoi uomini, e chiede a Helena di accompagnare Oliver a cena per parlare di affari. Tra Oliver e Helena scatta un'attrazione improvvisa, ma la cena viene interrotta da Diggle, che comunica ad Oliver che Bertinelli ha inviato i suoi scagnozzi a riscuotere, con violenza, il "pizzo" dai suoi protetti. Il prossimo locale sarà lo stesso dove Oliver è stato a cena. Oliver interviene come l'Incappucciato, e durante la lotta arriva anche il killer che ha sparato a Copani, ma quando Oliver gli toglie il casco, risulta che il killer è Helena. Helena scappa e Diggle e Oliver discutono sulla natura della ragazza. Secondo Diggle si tratta di un'assassina, ma Oliver tende a giustificarla e la segue fino al cimitero, dove la trova davanti alla lapide dell'ex fidanzato. Mentre escono dal cimitero vengono rapiti dal socio di Bertinelli, Salvati. Questi accusa Helena di aver dichiarato guerra alla famiglia, mentre lei accusa lui e il padre di aver ucciso il suo fidanzato. Il motivo dell'uccisione è stato un computer, che i mafiosi hanno trovato al ragazzo e che conteneva tutto il necessario a rovinare la famiglia, ma Helena svela di essere stata lei la proprietaria del computer, e che il ragazzo è stato ucciso per sbaglio. Oliver riesce a liberarsi e impedisce l'uccisione di Helena, che a sua volta uccide Salvati. Dopo aver parlato con Thea, che gli consiglia di aprirsi con qualcuno, Oliver va a trovare Helena, che avendo visto combattere Oliver ha capito la sua identità di vigilante. Oliver cerca di far vedere a Helena che lei sta esercitando solo la vendetta, non la giustizia, dopo una breve conversazione i due scoprono di amarsi e fanno l'amore. Nello stesso periodo Tommy convince Laurel a uscire a cena con lui, ma stranamente le sue carte di credito risultano bloccate: il padre ha bloccato tutti gli averi di Tommy. Walter ritorna dall'Australia: ha saputo dell'aggressione e questo gli ha fatto decidere di tornare a casa.
- Guest star: Kelly Hu (China White), Colin Salmon (Walter Steele), Roger Cross (Detective Lucas Hilton), Jessica De Gouw (Helena Bertinelli), Jeffrey Nordling (Frank Bertinelli), Tahmoh Penikett (Nick Salvati), John Cassini (Mr. Russo), John Barrowman (Malcolm Merlyn).
- Ascolti USA: 3 740 000 telespettatori – share 18-49 anni 4%[10]
- Ascolti Italia: 2 812 000 telespettatori – share 10,11%[11]

## Vendetta
- Titolo originale: Vendetta
- Diretto da: Kenneth Fink
- Scritto da: Beth Schwartz e Andrew Kreisberg

### Trama
Dopo aver passato una notte romantica con Helena, Oliver cerca di convincerla a sconfiggere suo padre e la sua impresa criminale utilizzando dei metodi meno brutali, facendole capire che la giustizia è migliore della vendetta. Tommy non sa cosa fare ora che non ha più niente e Laurel gli consiglia di chiedere a Oliver un lavoro nel night-club che sta mettendo in piedi. Oliver porta Helena nel suo nascondiglio ma Diggle è molto contrariato a tal riguardo e cerca di far capire a Oliver che Helena non sarà mai la persona che lui vuole farla diventare perché in lei è radicato qualcosa di oscuro. Dopo essere tornato a casa Walter continua a indagare su sua moglie e frugando fra la sua roba trova una lista identica a quella che Robert Queen lasciò al figlio. Oliver non riesce a gestire il carattere di Helena: la ragazza capisce di preferire la vendetta alla giustizia e decide di uccidere alcuni membri della Triade, sapendo che poi questi ultimi avrebbero dato la colpa a suo padre. Infatti l'organizzazione della Triade pensa che dietro la morte dei suoi soci ci sia Frank e invia a casa sua China White per ucciderlo. Oliver cerca di proteggerlo, Frank scappa portando con sé il suo portatile con tutti i dati riguardanti i suoi affari loschi, Helena cerca di ucciderlo ma Oliver la ferma, alla fine arriva la polizia che arresta Frank grazie alle prove del suo PC, mentre Helena scappa. Walter chiede a Felicity di aiutarlo nelle sue indagini sulla moglie. Tommy chiede a Oliver se può lavorare nel suo locale e Oliver lo nomina Manager del club.
- Guest star: Kelly Hu (China White), Colin Salmon (Walter Steele), Jessica De Gouw (Helena Bertinelli), Christie Laing (Carly Diggle), Jeffrey Nordling (Frank Bertinelli), Emily Bett Rickards (Felicity Smoak)
- Ascolti USA: 3 350 000 telespettatori – share 18-49 anni 3%[12]
- Ascolti Italia: 3 036 000 telespettatori – share 11,38%[11]

## Cena di Natale
- Titolo originale: Year's End
- Diretto da: John Dahl
- Scritto da: Greg Berlanti e Marc Guggenheim (soggetto); Andrew Kreisberg e Marc Guggenheim (sceneggiatura)

### Trama
Oliver scopre che da quando lui e suo padre sono scomparsi, Moira e Thea hanno smesso di festeggiare il Natale. Determinato a recuperare il tempo perso e per dare un senso di normalità alla famiglia Queen, Oliver decide di dare una festa di Natale. Tramite il notiziario Oliver viene a sapere che c'è un altro arciere il quale vuole o incastrarlo uccidendo le persone che sono sulla sua lista, che pare abbia anche lui, o prendergli il posto. Egli, infatti, ha ucciso Adam Hunt, un ricco criminale che l'Incappucciato aveva truffato mesi prima. Nel frattempo Tommy chiede a Laurel di passare il Natale con lui, ma lei gli fa notare che deve rimanere con suo padre, dato che il giorno di Natale è anche il compleanno della sorella Sara. Tommy suggerisce che forse il modo migliore per "guarire" è proprio quello di cambiare le cose, Laurel però non è sicura che suo padre sia pronto per questo. Durante la festa di Natale Oliver viene a sapere che Dark Archer ha rapito degli ostaggi e minaccia di ucciderli se il giustiziere non si presenterà. Così Oliver va ad affrontarlo ma viene ferito ed è costretto a scappare. Diggle lo porterà in ospedale dove dirà ai suoi familiari che è caduto dalla moto. In seguito si scopre che l'altro giustiziere non è altro che il padre di Tommy, Malcolm Merlyn. Egli, non essendo sicuro della fedeltà di Moira, rapisce Walter promettendo a Moira che lo riavrà indietro solo se lei rispetterà i loro piani.
- Guest star: Colin Salmon (Walter Steele), Byron Mann (Yao Fei), Sebastian Dunn (Edward Fyers), Brian Markinson (Adam Hunt), Emily Bett Rickards (Felicity Smoak), John Barrowman (Malcolm Merlyn).
- Ascolti USA: 3 110 000 telespettatori – share 18-49 anni 3%[13]
- Ascolti Italia: 2 711 000 telespettatori – share 8,72%[14]

## Bruciato
- Titolo originale: Burned
- Diretto da: Eagle Egilsson
- Scritto da: Moira Kirland e Ben Sokolowski

### Trama
La fiducia di Oliver in se stesso vacilla dopo essere stato battuto da Dark Archer e si prende una pausa dal suo alter ego Arrow per sei settimane. Tuttavia, quando Laurel chiama il "Giustiziere" per farsi aiutare nelle indagini sulla morte sospetta di un vigile del fuoco, lui accetta con riluttanza; ma la sua esitazione, durante la lotta, gli costa quasi la vita. Nel frattempo, Tommy fa beneficenza per i vigili del fuoco e Thea cerca di sollevare Moira dal suo stato depressivo.
- Guest star: Annie Ilonzeh (Joanna De La Vega), Andrew Dunbar (Garfield Lynns/Firefly), Danny Nucci (Raynes).
- Ascolti USA: 3 060 000 telespettatori – share 18-49 anni 3%[15]
- Ascolti Italia: 2 728 000 telespettatori – share 9,72%[14]

## La prova
- Titolo originale: Trust But Verify
- Diretto da: Nick Copus
- Scritto da: Gabrielle Stanton

### Trama
Un furgone blindato viene rapinato da un gruppo di uomini, Oliver intuisce che, dal modus operandi di quei rapinatori, molto probabilmente devono vantare delle esperienze militari, quindi comprende che dietro a questi furti vi è un membro della lista, Ted Gaynor; lui e la sua squadra, infatti, lavorano in un'agenzia di sicurezza privata, la Blackhawk Security. Diggle è scettico all'idea che sia Ted il colpevole, per via del fatto che erano compagni d'armi nel corpo dei Marines, ma indagando più a fondo trova le prove della colpevolezza di Ted; Gaynor rapisce la cognata di Diggle e lo obbliga ad aiutarli nella prossima rapina. Intanto Malcolm cerca di riavvicinarsi al figlio invitando lui e Laurel a cena ma, in seguito, si scopre che la cosa era solo una messa in scena: Malcolm voleva solo la firma di Tommy per chiudere la clinica gratuita della defunta moglie, Tommy però si rifiuta di farlo e la cosa lo spinge ad allontanarsi ulteriormente dal padre. Diggle si appresta a portare a termine il colpo ma alla fine fallisce; sotto le spoglie dell'Incappucciato Oliver corre in soccorso del suo amico e lo aiuta a salvare la cognata, infine, con un colpo di freccia, uccide Gaynor. Nel frattempo Thea, impegnata nei preparativi per la festa dei suoi diciotto anni, pensa che la madre e Malcolm abbiano una relazione: sconvolta di aver trovato i due che parlavano anche alla sua festa, prende delle pastiglie e finisce fuori strada con la sua nuova macchina, procurandosi solamente qualche graffio.
- Guest star: John Barrowman (Malcolm Merlyn), Emily Bett Rickards (Felicity Smoak), Colin Lawrence (Paul Knox), Christie Laing (Carly Diggle), Sebastian Dunn (Edward Fyers), Byron Mann (Yao Fei), Ben Browder (Ted Gaynor)
- Ascolti USA: 3 140 000 telespettatori – share 18-49 anni 3%[16]
- Ascolti Italia: 2 595 000 telespettatori – share 8,27%[17]

## Vertigine
- Titolo originale: Vertigo
- Diretto da: Wendey Stanzler
- Scritto da: Wendy Mericle e Ben Sokolowski

### Trama
Thea, dopo l'incidente stradale causato dall'assunzione di droga, viene imprigionata, poiché il giudice vuole farne un esempio. La droga che Thea ha assunto si chiama Vertigo, Oliver e Diggle scoprono che dietro al traffico di questa sostanza c'è uno spacciatore che si fa chiamare il "Conte", intanto Oliver chiede a Laurel se può convincere il padre a far cambiare idea al giudice. Essendo Oliver riconosciuto come un capitano della bratva, lui e Diggle chiedono ad alcuni esponenti della mafia russa di organizzare un appuntamento tra loro e il Conte. Grazie ai russi, Oliver e Diggle incontrano il Conte ma purtroppo arriva la polizia e il Conte scappa; Oliver cerca di fermarlo ma il criminale lo mette fuori combattimento iniettandogli una siringa con dentro il Vertigo e Diggle riesce a portarlo in salvo. Oliver chiede a Felicity di analizzare la sostanza che si trova nella siringa e grazie alle sostanze rinvenute nel Vertigo, Oliver capisce dove viene raffinato. Ancora tramortito dalla droga, l'Incappucciato si dirige nel laboratorio e dopo averne messo fuori gioco gli uomini, affronta il capo. Arriva la polizia ma il giustiziere, prima di scappare, inietta una dose di Vertigo al Conte, che non muore ma viene ridotto in stato di shock anafilattico da overdose permanente. Laurel e suo padre trovano un compromesso con il giudice, Thea riesce a evitare la prigione facendo del lavoro di volontariato nello studio legale di Laurel. Felicity consegna a Oliver la lista che Walter aveva trovato prima di scomparire.
- Guest star: Emily Bett Rickards (Felicity Smoak), Eugene Lipinski (Alexi Leonov), Seth Gabel (Conte Vertigo), Serge Houde (giudice Brackett), Janina Gavankar (Detective McKenna Hall), Byron Mann (Yao Fei), Sebastian Dunn (Edward Fyers)
- Ascolti USA: 2 970 000 telespettatori – share 18-49 anni 3%[18]
- Ascolti Italia: 2 418 000 telespettatori – share 8,58%[17]

## Tradimento
- Titolo originale: Betrayal
- Diretto da: Guy Bee
- Scritto da: Lana Cho e Beth Schwartz

### Trama
Dopo aver ricevuto da Felicity la lista di Moira, Oliver e Diggle iniziano a sospettare che la donna abbia degli scheletri nell'armadio, ma Oliver non se la sente di puntare il dito contro sua madre. Laurel cerca di trovare le prove per incastrare il noto boss del crimine Cyrus Vanch, che dopo i problemi della Triade e del clan Bertinelli decide di assumere il controllo della criminalità della città, pertanto prende la decisione di catturare l'Incappucciato e dare una prova della sua autorità. Vanch fa rapire Laurel per spingere l'Incappucciato nella sua abitazione e spingerlo in trappola, nel frattempo Diggle fa da autista a Moira e tenendola sotto controllo riesce a registrare una conversazione tra lei e Malcolm Merlyn in cui lei ammette di aver sempre saputo che l'imbarcazione di suo marito e suo figlio era stata sabotata. L'Incappucciato corre in soccorso di Laurel, purtroppo sembra che il piano di Cyrus abbia dato i suoi frutti, ma contro ogni pronostico il vigilante viene aiutato dal padre di Laurel che fa arrestare Vanch. Diggle fa sentire a Oliver la conversazione fra sua madre e Malcolm, l'uomo deve accettare il fatto che la madre gli abbia mentito. Attraverso dei flashback si scoprono nuovi dettagli riguardo ad Oliver e la sua permanenza sull'isola e di come lui abbia incontrato Slade Wilson per la prima volta.
- Guest star: Manu Bennett (Slade Wilson), Roger Cross (Detective Lucas Hilton), David Anders (Cyrus Vanch), Agam Darshi (Anastasia), Ona Grauer (Vivian), Adrian Holmes (Tenente Frank Pike), John Barrowman (Malcolm Merlyn)
- Ascolti USA: 2 960 000 telespettatori – share 18-49 anni 3%[19]
- Ascolti Italia: 2 651 000 telespettatori – share 8,48%[20]

## Odissea
- Titolo originale: The Odyssey
- Diretto da: John Behring
- Scritto da: Greg Berlanti e Andrew Kreisberg (soggetto); Andrew Kreisberg e Marc Guggenheim (sceneggiatura)

### Trama
L'Incappucciato fa irruzione nell'ufficio di Moira per scoprire il suo coinvolgimento nella lista, purtroppo Oliver non trova il coraggio di far del male a sua madre e preso da un momento di incertezza, Moira ne approfitta per prendere una pistola e sparargli. L'Incappucciato scappa dalla finestra e, ferito alla spalla, si reca nel parcheggio dell'edificio dove chiede a Felicity di aiutarlo rivelandole la sua identità segreta: la ragazza lo porta nel suo nascondiglio dove Diggle cerca di aiutarlo grazie alla sua esperienza di pronto soccorso appresa nel corpo dei Marines. L'episodio è incentrato specialmente sugli avvenimenti accaduti a Oliver sull'isola: Slade confessa di essere un agente dei servizi segreti australiani, lui e il suo partner erano venuti per salvare Yao Fei dal comandante Fyers, ma Billy Wintergreen (l'uomo mascherato che aveva torturato Oliver) tradì Slade per lavorare sotto le direttive di Fyers. Slade cerca di addestrare Oliver per fare di lui un buon combattente, i due fanno irruzione prima nel campo aeroportuale e poi nell'accampamento di Fyers per salvare Yao Fei (ma l'uomo stranamente non vuole essere salvato), intanto Slade uccide Billy. In seguito si scopre che il motivo che aveva spinto Yao Fei a non liberarsi dalla sua prigionia è che Fyers tiene in ostaggio la famiglia dell'arciere, compresa la figlia. Oliver si riprende dalla convalescenza, lui e Diggle comprendono allora che è necessario far in modo che Felicity faccia parte della "squadra" mentre Oliver decide di sospendere momentaneamente le indagini su sua madre.
- Guest star: Jeffrey Robinson (Billy Wintergreen), Celina Jade (Shado), Marrett Green (giornalista), Emily Bett Rickards (Felicity Smoak), Sebastian Dunn (Edward Fyers), Manu Bennett (Slade Wilson), Byron Mann (Yao Fei)
- Ascolti USA: 3 290 000 telespettatori – share 18-49 anni 3%[21]
- Ascolti Italia: 2 611 000 telespettatori – share 9,07%[20]

## Ladro di gioielli
- Titolo originale: Dodger
- Diretto da: Eagle Egilsson
- Scritto da: Beth Schwartz

### Trama
A Starling City, un ladro si gioielli detto “Dodger il furbo” compie dei furti utilizzando dei collari bomba: per scoprire la sua identità, Oliver viene aiutato anche da Felicity e la vicenda avrà colpi di scena. Queen ha dei flashback della sua vita sull'isola rammentando quando ha incontrato un uomo legato e ferito e si era rifiutato di aiutarlo credendo fosse una trappola di Fyers. Moira intanto cerca di accordarsi con China White per lasciare l'organizzazione e salvare Walter. Mentre era per strada, Thea viene rapinata da un ragazzo, in seguito decide di indagare e scopre che il borseggiatore si chiama Roy Harper. Per fermare Dodger, Oliver organizza un'asta in cui verrà esposto un costoso gioiello. Come supposto il ladro si presenta all'asta, Felicity lo individua e tenta di fermarlo ma le viene attaccato al collo il collare esplosivo. Prega Oliver di salvarla così egli inizia l'inseguimento usando una moto e alla fine riesce a fermarlo e a non fargli premere il bottone del telecomando del collare. Il padre di Laurel arresta Roy, ma Thea decide di farlo rilasciare, non sporgendo denuncia.
- Guest star: Emily Bett Rickards (Felicity Smoak), Christie Laing (Carly Diggle), Jarod Joseph (Alan Durand), Chin Han (Frank Chen), James Callis (Dodger), Janina Gavankar (Detective McKenna Hall), Manu Bennett (Slade Wilson), Kelly Hu (China White), Rekha Sharma (Clare Abbott), Colton Haynes (Roy Harper)
- Ascolti USA: 3 150 000 telespettatori – share 18-49 anni 3%[22]
- Ascolti Italia: 2 375 000 telespettatori – share 7,91%[23]

## Il filantropo dell'anno
- Titolo originale: Dead to Rights
- Diretto da: Glen Winter
- Scritto da: Geoff Johns

### Trama
Il giustiziere uccide un killer venuto in città per fare il suo lavoro. Oliver inizia una relazione seria con il detective McKenna, e la invita a cena da Laurel e Tommy, durante la cena arriva Malcolm Merlyn che invita il figlio a una festa in suo onore per premiarlo come "filantropo dell'anno". Intanto Moira si accorda con Frank per pagare la Triade in modo tale che quest'ultima assoldasse un assassino per uccidere Malcolm durante l'evento. Alla cerimonia però, alcune cose non vanno secondo i piani della Triade che si ritrova a dover affrontare anche Oliver nella veste di Giustiziere, il quale riesce a far mettere in salvo Tommy e suo padre. Durante la fuga mentre Malcolm e Tommy finalmente si parlano, vengono improvvisamente attaccati nell'ufficio sull'attico da Floyd Lawton/Deadshot, il cecchino assoldato da China White della Triade, (apparentemente morto per una freccia conficcata nell'occhio destro da Oliver/Arrow, nella terza puntata) che ferisce con i proiettili al curaro Malcolm. Solo l'intervento del Giustiziere fa in modo che Malcolm si salvi effettuando una trasfusione di sangue tra lui e Tommy: ma per convincerlo che solo lui può salvare il padre, il Giustiziere è costretto a rivelargli la sua vera identità (quella di Oliver Queen). Alla fine della puntata si presenta a casa di Laurel sua madre, che rivela di credere che Sara (la sorella annegata apparentemente con Oliver in barca) forse è ancora viva.
- Guest star: George Tchortov (Guillermo Barrera), Michael Rowe (Deadshot), Emily Bett Rickards Felicity Smoak), Adrian Holmes (Tenente Frank Pike), Chin Han (Frank Chen), Janina Gavankar (Detective McKenna Hall), Manu Bennett (Slade Wilson), Kelly Hu (China White), Alex Kingston (Dinah Lance), John Barrowman (Malcolm Merlyn)
- Ascolti USA: 3 170 000 telespettatori – share 18-49 anni 3%[24]
- Ascolti Italia: 2 476 000 telespettatori – share 8,76%[23]

## Il ritorno della cacciatrice
- Titolo originale: The Huntress Returns
- Diretto da: Guy Bee
- Scritto da: Jake Coburn e Lana Cho

### Trama
Il club di Oliver si prepara all'inaugurazione mentre i rapporti fra lui e Tommy si fanno molto tesi per via del suo segreto rivelato. Helena Bertinelli torna in città per uccidere il padre prima che i federali lo mettano nel programma di protezione testimoni per via delle prove che lui fornisce su altri gruppi criminali. Thea incontra nuovamente Roy, il ragazzo che l'aveva salvata da alcuni aggressori che volevano derubarla, e i due iniziano a legare un rapporto di amicizia. Oliver invita McKenna alla serata di inaugurazione del locale e la serata inizialmente sembrava andare bene, ma Helena si presenta al club ed impone ad Oliver di aiutarla con la sua vendetta altrimenti lei ucciderà Tommy: Oliver non può far altro se non accettare e scopre dunque che la polizia detiene il padre di Helena in un furgone blindato. Helena riesce ad assaltare il furgone ma poi scopre che dentro c'è una squadra di poliziotti che l'arresta: Quentin e McKenna allora la interrogano e decidono di ridurle la condanna se lei rivelerà loro l'identità dell'Incappucciato (lei confessa che è in realtà Oliver Queen ma nessuno le crede), il quale arriva in suo soccorso e la porta in salvo. Helena, nonostante tutto, trova l'accampamento in cui le autorità detengono il padre e dopo avervi fatto irruzione cerca di ucciderlo ma l'Incappucciato la ferma e i due iniziano così a combattere; in seguito arriva McKenna e Helena le spara con un fucile per poi scappare. McKenna viene ricoverata in ospedale e decide di chiudere la sua storia con Oliver quando le tocca trasferirsi a Coast City per la riabilitazione.
- Guest star: Steve Aoki, Emily Bett Rickards (Felicity Smoak), Jessica De Gouw (Helena Bertinelli), Alex Kingston (Dinah Lance), Manu Bennett (Slade Wilson), Janina Gavankar (Detective McKenna Hall), Sebastian Dunn (Edward Fyers), Colton Haynes (Roy Harper), Craig March (Gus Sabatoni).
- Ascolti USA: 3 020 000 telespettatori – share 18-49 anni 3%[25]
- Ascolti Italia: 2 526 000 telespettatori – share 8,15%[26]

## L'ultima vittima
- Titolo originale: Salvation
- Diretto da: Nick Copus
- Scritto da: Drew Z. Greenberg e Wendy Mericle

### Trama
Thea inizia una love story con Roy mentre nel frattempo Malcolm cerca di scoprire chi aveva assoldato la Triade per assassinarlo. L'intera città è in agitazione a causa di Joseph Falk, un criminale che cerca di farsi giustizia da solo uccidendo un imprenditore disonesto e un procuratore distrettuale (che a dire di Falk non svolgeva a dovere le sue mansioni), inoltre trasmette dal vivo i suoi omicidi inviando dei video nei cellulari di tutti i cittadini della città. Falk decide di rapire Roy con Thea in lacrime. Oliver chiede a Felicity di rintracciare il segnale e Diggle capisce che le riprese vengono fatte all'interno di una vecchia galleria sotterranea abbandonata in cui un tempo c'era una metropolitana: l'Incappucciato corre dunque in soccorso di Roy e uccide Falk. Malcolm scopre che a contattare la Triade è stato Frank Chen e con un colpo di freccia lo uccide. Attraverso i flashback del periodo passato sull'isola si scopre il modo in cui Oliver e Slade salvano la vita alla figlia di Yao Fei, dal momento che questa è a conoscenza dei misteriosi piani di Fyers. Oliver pensa ancora al misterioso simbolo che è disegnato sulla lista e guardando bene il quartiere di The Glades e le gallerie della metropolitana abbandonata capisce che le cose sono correlate.
- Guest star: Emily Bett Rickards (Felicity Smoak), Alex Kingston (Dinah Lance), Manu Bennett (Slade Wilson), Byron Mann (Yao Fei), Celina Jade (Shado), Sebastian Dunn (Edward Fyers), Chin Han (Frank Chen), Duncan Ollerenshaw (John Nickel), Christopher Redman (Joseph Falk/The Savior), John Barrowman (Malcolm Merlyn), Colton Haynes (Roy Harper).
- Ascolti USA: 2 650 000 telespettatori – share 18-49 anni 3%[27]
- Ascolti Italia: 2 503 000 telespettatori – share 8,77%[26]

## Conti in sospeso
- Titolo originale: Unfinished Business
- Diretto da: Michael Offer
- Scritto da: Bryan Q. Miller e Lindsey Allen

### Trama
Durante una festa al locale di Oliver, una ragazza fa uso di droga e quando esce in strada per andare a casa muore investita da un'auto. Il detective Lance rivela a Oliver e Tommy che la ragazza aveva assunto della Vertigo e crede che dietro a questa faccenda ci sia di mezzo proprio Tommy pensando che lui somministri la droga ai clienti del locale per farli divertire, inoltre analizzando i registri contabili viene riscontrato che Tommy ha prelevato diecimila dollari dal fondo cassa del locale per corrompere un pubblico ufficiale che doveva fare un'ispezione (in realtà però Tommy l'aveva corrotto per evitare che scoprisse il nascondiglio segreto di Oliver che si trova nei sotterranei del locale). Oliver si reca da colui che un tempo spacciava la Vertigo, il Conte, per sapere chi ha rimesso sul mercato la droga ma l'uomo si trova in un istituto psichiatrico per via della dose che Oliver stesso gli iniettò (la quale ha distrutto molte delle sue facoltà cerebrali rendendolo mentalmente instabile) e Oliver comprende dunque che non è stato lui a rimettere in commercio la droga. Diggle intanto continua a indagare su Deadshot (ovvero l'assassino di suo fratello) mentre Oliver sente al telegiornale la notizia che il Conte è scappato dall'ospedale. Oliver confessa a Tommy che in fondo pure lui sospettava che l'amico vendesse la Vertigo per intrattenere i clienti del club ma Tommy gli assicura che i suoi sospetti erano del tutto infondati; Oliver è però scontento del fatto che l'amico non lo abbia informato di aver corrotto quel pubblico ufficiale e che secondo lui il comportamento di Tommy è stato dunque troppo ambiguo, Tommy si arrabbia molto dicendogli allora che non ha nessun diritto di guardarlo dall'alto in basso per via del fatto che lui si è trasformato in un assassino. Un uomo che ha fatto uso della Vertigo impazzisce improvvisamente e inizia a minacciare delle persone che si trovano all'acquario della città, Oliver corre in loro soccorso e decide di portare Diggle con sé ma l'uomo non viene per via delle sue indagini su Deadshot, l'Incappucciato riesce comunque a portare a termine quest'altro compito. Oliver però si lamenta con Diggle accusandolo di essere egoista ma Diggle gli fa capire che pure lui ha le sue battaglie personali da combattere. L'Incappucciato scopre dove si nasconde il Conte (ma con grande stupore si accorge che l'uomo è ancora in pessime condizioni mentali) e ad un tratto un uomo colpisce da dietro l'Incappucciato tramortendolo: Oliver dopo essersi ripreso scopre dunque che dietro a questa faccenda si nasconde il dottor Webb, il medico che si prendeva cura del Conte all'istituto. Infatti il dottore aveva prelevato dei residui di Vertigo dai reni del Conte e poi l'ha riprodotta per arricchirsi, inoltre aveva inscenato la fuga dell'uomo dall'istituto per sviare i sospetti su di lui. Il dottore scappa mentre il suo assistente si occupa di Oliver ma poi arriva Diggle che lo salva e allora l'Incappucciato insegue il dottore per ucciderlo con tre frecce anche se ancora in preda alle allucinazioni. Oliver ringrazia il suo amico per l'aiuto e gli promette che lo aiuterà a trovare Deadshot; Tommy decide di abbandonare la guida del locale e di porre un freno alla sua amicizia con Oliver (l'episodio si conclude con Tommy che chiede a suo padre di offrirgli un lavoro nella sua azienda e, con grande orgoglio, Malcolm che abbraccia il figlio).
- Guest star: Emily Bett Rickards (Felicity Smoak), Nelson Leis (Slim), Christie Laing (Carly Diggle), Darren Dolynski (Dottor Webb), Audrey Marie Anderson (Lyla Michaels), Roger Cross (Detective Lucas Hilton), Celina Jade (Shado), Manu Bennett (Slade Wilson), Seth Gabel (Conte Vertigo), John Barrowman (Malcolm Merlyn).
- Ascolti USA: 2 920 000 telespettatori – share 18-49 anni 3%[28]
- Ascolti Italia: 2 651 000 telespettatori – share 9,08%[29]

## Intrusione
- Titolo originale: Home Invasion
- Diretto da: Kenneth Fink
- Scritto da: Ben Sokolowski e Beth Schwartz

### Trama
Indagando su Deadshot, Oliver e Diggle scoprono che alcuni agenti dell'ARGUS vogliono tendergli un'imboscata; Diggle però desidera ucciderlo e dunque lui e Oliver decidono di prendere parte alla loro iniziativa. La famiglia Moore, che si era rivolta allo studio legale di Laurel per fare causa ad un uomo d'affari disonesto, Edward Rasmus, viene assassinata da un killer professionista assunto dall'uomo ma l'unico a sopravvivere è il bambino dei coniugi uccisi. Tommy è infastidito dalla presenza di Oliver nella vita di Laurel capendo che lui prova ancora qualcosa per lei e nel frattempo il bambino della coppia uccisa viene a vivere temporaneamente da Laurel. Il killer, per paura che il bambino possa identificarlo, fa irruzione nella casa di Laurel per ucciderlo ma l'Incappucciato lo mette in fuga; quando Edward Rasmus tenta di scappare da Starling City, Oliver per aiutare Laurel decide di fermarlo, ma contemporaneamente Diggle lo aspetta per l'imboscata programmata per la cattura di Deadshot. Oliver sceglie di catturare Rasmus mentre Deadshot uccide gli agenti che volevano arrestarlo; Diggle cerca di fermarlo ma il criminale lo mette fuori gioco e nonostante tutto lo risparmia dicendogli che la prossima volta non sarebbe stato così magnanimo. Diggle si arrabbia molto con Oliver rimproverandolo del fatto che mette sempre Laurel prima di tutti; Laurel e il bambino, su consiglio di Tommy, si trasferiscono per un po' da Oliver visto che la sua abitazione è la più protetta della città, qui Oliver e Laurel dimostrano una certa intimità che viene subito notata da Tommy. Grazie all'Incappucciato Rasmus viene arrestato ma il killer che ha assunto lo uccide per evitare ulteriori problemi; in seguito si reca all'abitazione della famiglia Queen per uccidere il bambino ma Oliver riesce ad ucciderlo dopo un duro scontro al buio in giro per la casa. Diggle, non riuscendo a perdonare Oliver, abbandona la squadra mentre Laurel consegna il piccolo ai nonni; subito dopo Tommy a malincuore la lascia e Laurel in lacrime gli chiede il motivo (Tommy mentendo le dice che lo fa perché non se la sente di avere una storia seria quando in realtà lui ha paura che lei potrebbe amare Oliver più di lui se venisse a sapere che il ragazzo in realtà è l'Incappucciato). Durante i flashback dell'isola si vede come la figlia di Yao Fei cerchi di insegnare a Oliver a tirare con l'arco ma con scarsi risultati; la ragazza inizia a provare una certa attrazione per lui ma Oliver la respinge per via dei suoi sentimenti per Laurel nonostante non le sia vicino (l'episodio termina nel momento in cui Yao Fei raggiunge l'accampamento di Slade e fa in modo che gli uomini di Fyers catturino sua figlia insieme agli altri due).
- Guest star: Manu Bennett (Slade Wilson), Celina Jade (Shado), Audrey Marie Anderson (Lyla Michaels), Emily Bett Rickards (Felicity Smoak), Al Sapienza (Edward Rasmus), Michael Rowe (Deadshot), J. August Richards (Signor Blank), Byron Mann (Yao Fei), Colton Haynes (Roy Harper).
- Ascolti USA: 3 100 000 telespettatori – share 18-49 anni 3%[30]
- Ascolti Italia: 2 440 000 telespettatori – share 9,13%[29]

## Doppio gioco
- Titolo originale: The Undertaking
- Diretto da: Michael Shultz
- Scritto da: Jake Coburn e Lana Cho

### Trama
L'Incappucciato prende di mira un ragioniere che amministra i soldi di alcuni malavitosi della città e dopo aver rubato il suo portatile scopre che una delle somme di denaro da lui gestite è intestata a Dominic Alonzo, il proprietario di un casinò illegale, proprio per far sparire Walter (motivo per il quale si mette sulle tracce del patrigno). Felicity cerca di convincere Diggle a riunirsi alla squadra ma l'uomo impone che sia Oliver a venire da lui per riaverlo nel gruppo con tanto di scuse. Laurel cerca di capire perché Tommy l'abbia lasciata e lui le confessa la verità, ovvero che secondo lui Oliver sarebbe ancora innamorato di lei e che la ragazza nel profondo lo contraccambi. Grazie a Felicity, l'Incappucciato fa irruzione nel casinò di Alonzo ma non ottiene informazioni utili su Walter; quando Oliver capisce che sua madre è coinvolta nella sparizione dell'uomo la segue fino da Malcolm Merlyn e scopre con grande sorpresa che è stato il padre del suo migliore amico a far rapire Walter, ma rimane ancor più stupito dal fatto che Moira l'avesse sempre saputo (inoltre sente una conversazione su un misterioso piano per distruggere il quartiere di The Glades). Oliver riesce a rintracciare l'accampamento in cui Walter è detenuto e uccide gli uomini di Malcolm per salvare il suo patrigno. Walter viene ricoverato in ospedale dove Moira e Thea, felici di riaverlo in famiglia, lo abbracciano; Laurel va a trovare Oliver rivelandogli le incertezze di Tommy e chiedendogli di dire all'amico che non è innamorato di lei, ma Oliver si rifiuta di farlo perché ammette che se glielo dicesse sarebbe solo una menzogna e se ne va lasciando Laurel sconvolta. Oliver si reca a casa di Diggle scusandosi con lui per averlo deluso e anche per non avergli dato retta quando l'amico lo aveva spronato ad indagare in maniera più meticolosa su sua madre. Con una serie di flashback si prende nota di alcuni avvenimenti risalenti ai sei anni precedenti, prima del naufragio di Oliver, in cui Malcolm Merlyn, Robert Queen, Frank Chen e altri membri dell'impresa stabilirono che per salvare Starling City fosse stato necessario distruggere il quartiere di The Glades, il quartiere più malfamato della città, che secondo Malcolm distruggeva l'intera città come se fosse un cancro: tuttavia Robert e Frank non erano molto d'accordo con l'approccio seguito da Malcolm, dunque decisero di agire contro di lui nell'ombra (ma alla fine si scopre che Frank aveva tradito Robert quando mise l'esplosivo sulla sua imbarcazione che poi è naufragata in mezzo al mare).
- Guest star: Jamey Sheridan (Robert Queen), Colin Salmon (Walter Steele), Chin Han (Frank Chen), Ray Galletti (Dominic Alonzo), Emily Bett Rickards (Felicity Smoak), John Barrowman (Malcolm Merlyn).
- Ascolti USA: 2 890 000 telespettatori – share 18-49 anni 3%[31]
- Ascolti Italia: 2 498 000 telespettatori – share 8,60%[32]

## Il buio sulla città
- Titolo originale: Darkness on the Edge of Town
- Diretto da: John Behring
- Scritto da: Drew Z. Greenberg e Wendy Mericle

### Trama
Malcolm, per attuare il suo piano e vendicarsi dell'uccisione di sua moglie Rebecca, si rivolge alla UniDAC Industries una società attiva nel campo delle scienze applicate per creare un congegno molto sofisticato: una volta completato però, l'uomo sotto le vesti dell'Arciere Nero uccide tutti gli scienziati che avevano lavorato al progetto per evitare che potessero risalire a lui. Sia Oliver che la polizia non ci mettono molto a capire che dietro al massacro si nasconde l'Arciere Nero, inoltre viene rivelato che di recente la UniDAC si era messa in contatto con la società di Malcolm Merlyn. Thea aiuta Roy nella sua ricerca dell'Incappucciato (dal momento che il ragazzo desidera incontrarlo dopo che gli salvò la vita) e grazie alle risorse dello studio legale di Laurel, Thea riesce a entrare nel distretto di polizia e ascolta una conversazione del detective Lance in cui vengono menzionate la società della famiglia Merlyn ed il massacro dell'Arciere Nero. Laurel racconta a suo padre che lei è ancora innamorata di Oliver e contro ogni previsione il padre della ragazza non è contrario al riguardo ammettendo che Oliver è diventato in questi anni un uomo migliore. Intanto Oliver, scoprendo il coinvolgimento della UniDAC con la società di Malcolm, capisce che è stato lui ad assoldare l'Arciere Nero per uccidere gli scienziati; Oliver e Diggle allora narcotizzano Moira, Diggle finge di essere l'Incappucciato e fa credere alla donna di torturare Oliver obbligandola così a rivelargli il suo coinvolgimento con Malcolm confessando loro che la UniDAC aveva costruito per lui un congegno che creasse dei terremoti artificiali con il quale distruggere The Glades (saputo ciò Diggle la libera, la donna si avvicina al figlio ma lui la respinge inorridito da quello che la madre gli aveva nascosto fino a quel momento). Oliver capisce che suo padre non gli aveva dato la Lista per sconfiggere le persone i cui nomi erano scritti su di essa, ma proprio coloro che l'avevano scritta: Oliver riesce allora a far infiltrare Felicity nella società di Malcolm per violarne i sistemi informatici e scoprire dove avesse nascosto il congegno, nel mentre Oliver parla con Tommy e lo incita a ricostruire la sua relazione con Laurel. Oliver sorprende Thea e Roy nell'atrio e chiede ai due una spiegazione, Thea confessa che stavano seguendo la pista della polizia sull'Arciere Nero per rintracciare l'Incappucciato ma Oliver invita il ragazzo a desistere. Anche Walter non ci mette molto a capire che Moira sapeva molte più cose del suo sequestro di quanto non volesse far credere e dunque abbandona la casa e chiede alla moglie il divorzio, Thea lo sorprende mentre se ne va e l'uomo abbraccia la figliastra. Oliver va a casa di Laurel per mettere a confronto i sentimenti che prova per lei ma dopo una breve conversazione i due fanno l'amore, Tommy (che era andato dalla sua ex per ricostruire il suo rapporto come suggeritogli da Oliver) li guarda attraverso la finestra mentre sono in intimità con rabbia e delusione. Dopo aver hackerato i sistemi informatici di Malcolm, Felicity scopre che l'uomo ha nascosto il congegno in un magazzino a The Glades, Diggle va a cercarlo ma il dispositivo non c'è più. Attraverso i flashback dell'isola si scopre che Yao Fei aveva fatto in modo che Fyers catturasse sua figlia Shado, Oliver e Slade perché altrimenti Fyers avrebbe bombardato l'intera isola; finalmente il piano del comandante Fyers e di una misteriosa donna che l'ha commissionato viene rivelato: usare una postazione lanciamissili mobile per distruggere un aereo di linea per poi attribuirne la colpa a Yao Fei in un video (la distruzione dell'aereo avrebbe creato in tal modo un effetto a catena che avrebbe messo in ginocchio l'economia della Cina), infine Fyers lo uccide con un colpo di pistola. L'episodio si conclude con l'Incappucciato che fa irruzione nell'ufficio di Malcolm per farsi dire con le cattive dove ha nascosto il dispositivo (Malcolm difatti si era accorto che qualcuno aveva hackerato i suoi software e pertanto aveva trasferito il congegno all'ultimo momento) e affronta l'uomo che riesce però a tenergli testa, comprendendo dunque che è proprio Malcolm l'Arciere Nero: Malcolm sconfigge l'Incappucciato e scopre con grande sorpresa che si tratta di Oliver.
- Guest star: Colin Salmon (Walter Steele), Manu Bennett (Slade Wilson), Byron Mann (Yao Fei), Celina Jade (Shado), Sebastian Dunn (Edward Fyers), Roger Cross (Detective Lucas Hilton), Jarod Joseph (Alan Durand), Emily Bett Rickards (Felicity Smoak), Colton Haynes (Roy Harper), John Barrowman (Malcolm Merlyn).
- Ascolti USA: 2 620 000 telespettatori – share 18-49 anni 3%[33]
- Ascolti Italia: 2 533 000 telespettatori – share 9,36%[32]

## Sacrificio
- Titolo originale: Sacrifice
- Diretto da: David Barrett
- Scritto da: Greg Berlanti (soggetto); Marc Guggenheim e Andrew Kreisberg (sceneggiatura)

### Trama
Oliver, battuto da Malcolm Merlyn nello scontro corpo a corpo, si ritrova imprigionato in una stanza buia dove Merlyn lo raggiunge assicurandogli che il progetto di distruggere The Glades sarebbe stato avviato quella notte stessa e che Oliver non avrebbe potuto far nulla per fermarlo. Dopo che Merlyn esce dalla stanza, Oliver riesce però a sfilarsi le catene grazie alle sue abilità fisiche e le usa per uccidere le guardie che sorvegliano l'ingresso. Oliver fa ritorno alla sua base, dove trova Felicity e Diggle che hanno capito dove si trova il dispositivo: è stato nascosto sotto terra proprio in corrispondenza del punto dove fu uccisa la moglie di Malcolm Merlyn. Oliver rivela allora ai due che Merlyn è l'Arciere Nero e cominciano ad ideare un piano per provare a fermarlo ma quando esce dalla base segreta e incontra Tommy ubriaco, gli rivela i piani malvagi del padre (i due hanno un diverbio ma Tommy comunque non ascolta l'amico e raggiunge allora il padre alla Merlyn Global Inc). Nel frattempo Felicity incontra il detective Lance, che la porta alla centrale di polizia per interrogarla sui suoi crimini informatici e sulla sua collaborazione con l'Incappucciato. Mentre ciò avviene Lance viene contattato proprio dall'Incappucciato, che gli rivela i piani di Merlyn e la sua identità di Arciere Nero e gli ordina di far evacuare The Glades. Attraverso il computer, Malcolm viene a sapere di una conferenza stampa speciale convocata da Moira Queen (che svelerà il Progetto, il coinvolgimento di Merlyn e tutte le sue colpe) e svela al figlio di essere lui l'Arciere Nero. Poco dopo, alcune guardie mandate da Lance tentano di uccidere Merlyn che però li finisce tutti; Tommy prende la pistola di una delle guardie e la punta contro il padre, intimandogli di arrendersi e di non fare del male a nessuno ma Malcolm riesce a neutralizzare Tommy e a scappare. Nei flashback sull'esperienza di Oliver nell'isola, lui, Shado e Slade riescono a mettere fuori gioco le guardie di Fyers e a deviare il missile sparato dal lanciamissili Scilla per evitare che questo colpisca l'aereo. I tre usano poi Scilla come copertura dalle guardie ma Fyers cattura Shado e la minaccia con una pistola: Oliver, usando l'arco, riesce a uccidere Fyers e a salvare Shado.
Il detective Lance, guidato via auricolare da Felicity, raggiunge il punto dove è nascosto il dispositivo e riesce a sabotarlo salvando il quartiere The Glades (Thea, nel frattempo, corre a The Glades e porta Roy lontano da lì). L'Incappucciato e Diggle vanno alla Merlyn Global Inc. e trovano Tommy svenuto: dopo essersi assicurati che sta bene, arriva Malcolm con il quale Oliver ingaggia un violento scontro sul tetto dell'edificio al termine del quale trafigge Merlyn con una freccia, uccidendolo. Prima di morire, Malcolm dice indirettamente a Oliver che c'è un altro dispositivo nascosto sotto il CNRI, dove lavora Laurel e allora Tommy, uscito dall'edificio, raggiunge il CNRI che sta per crollare e salva Laurel dalle macerie. Oliver si precipita dentro anche lui ma trova Tommy in fin di vita, trafitto da una sbarra metallica che doveva sostenere il tetto. I due si riconciliano, ma quando Tommy chiede a Oliver se aveva ucciso Malcolm, Oliver stesso per pietà risponde di no: Oliver inizia allora a piangere guardando il corpo dell'amico deceduto mentre anche tutta la zona circostante viene giù.
- Guest star: Manu Bennett (Slade Wilson), Celina Jade (Shado), Sebastian Dunn (Edward Fyers), Roger Cross (Detective Lucas Hilton), Annie Ilonzeh (Joanna De La Vega), Adrian Holmes (Tenente Frank Pike), Jarod Joseph (Alan Durand), Emily Bett Rickards (Felicity Smoak), Colton Haynes (Roy Harper), John Barrowman (Malcolm Merlyn).
- Ascolti USA: 2 770 000 telespettatori – share 18-49 anni 3%[34]
- Ascolti Italia: 2 683 000 telespettatori – share 9,12%[35]